# Gemüsehobel

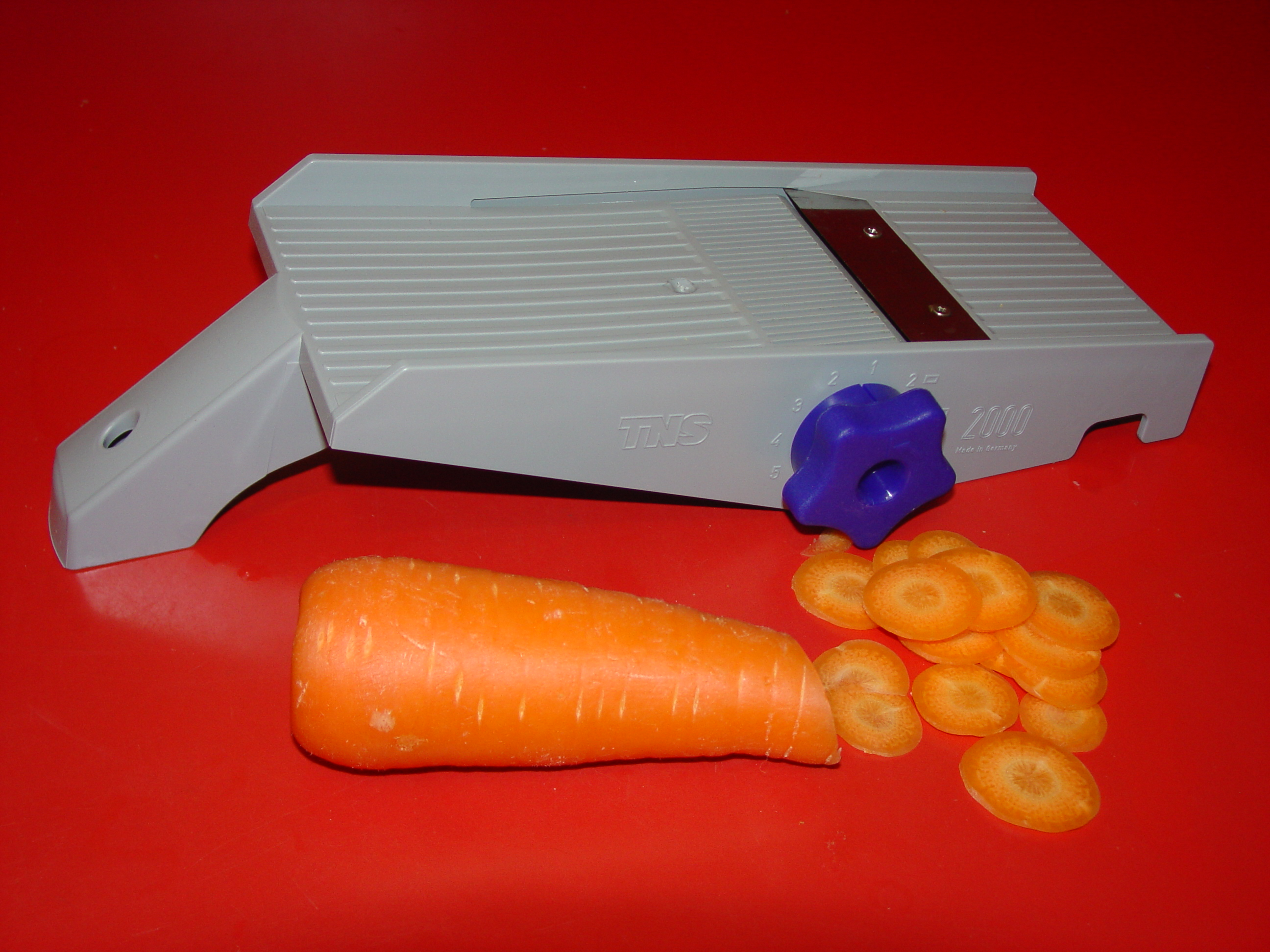
Verstellbarer Gemüsehobel aus Kunststoff

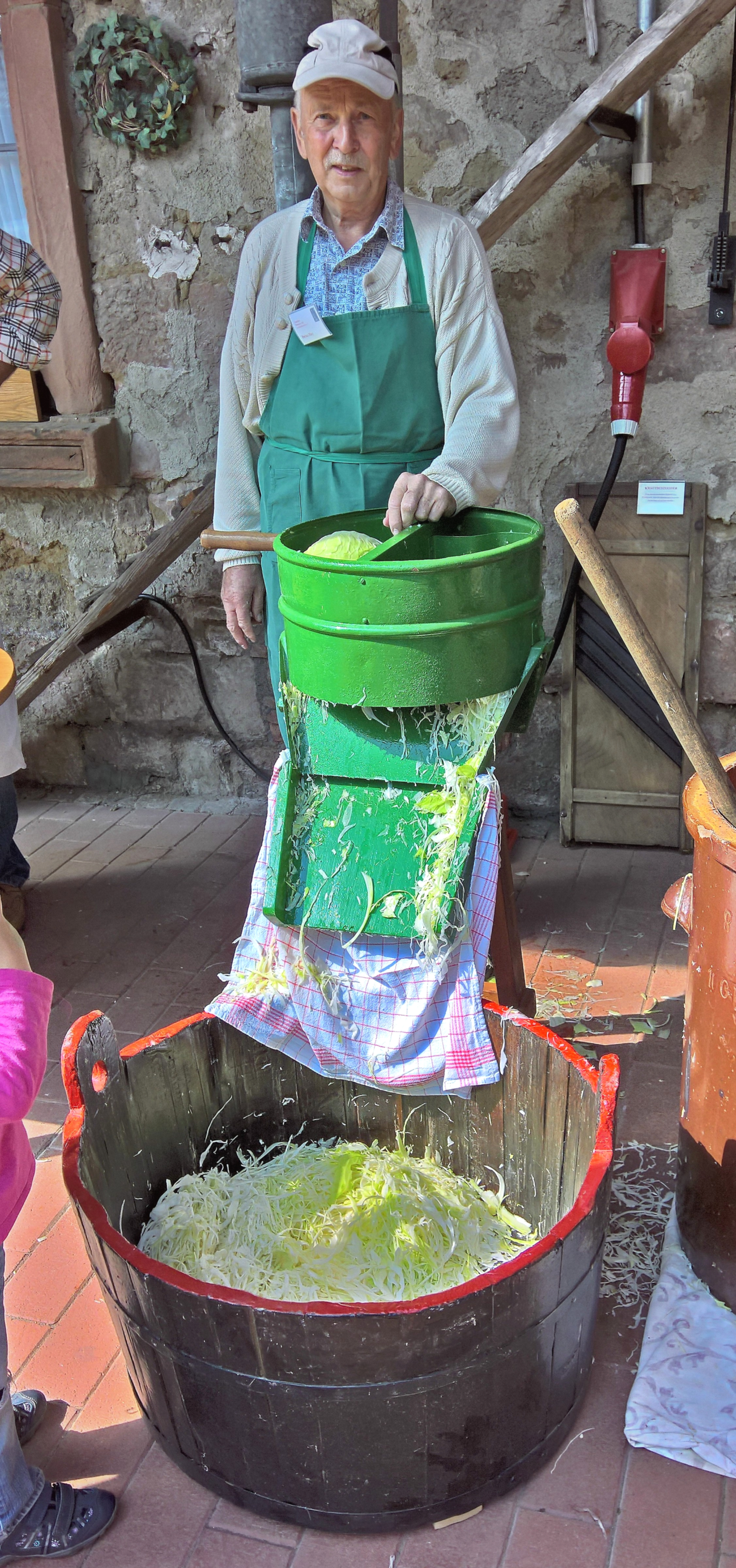
Ein Krauthobel, in dem der Weißkohl drehend geschnitten wird

Der Gemüsehobel (in Österreich auch Hachel) ist ein Küchengerät zum Schneiden von Gemüsescheiben. Gemüsehobel bestehen aus einem rechteckigen Holzbrett oder einer Kunststoffplatte mit Handgriff und je einer Führungsleiste links und rechts, bei dem über einem Schlitz eine oder leicht stufenförmig zwei Klingen befestigt sind. Moderne Gemüsehobel haben oft auswechselbare Klingensätze für verschiedene Schnittstärken und Schnittformen.

## Wirkungsweise

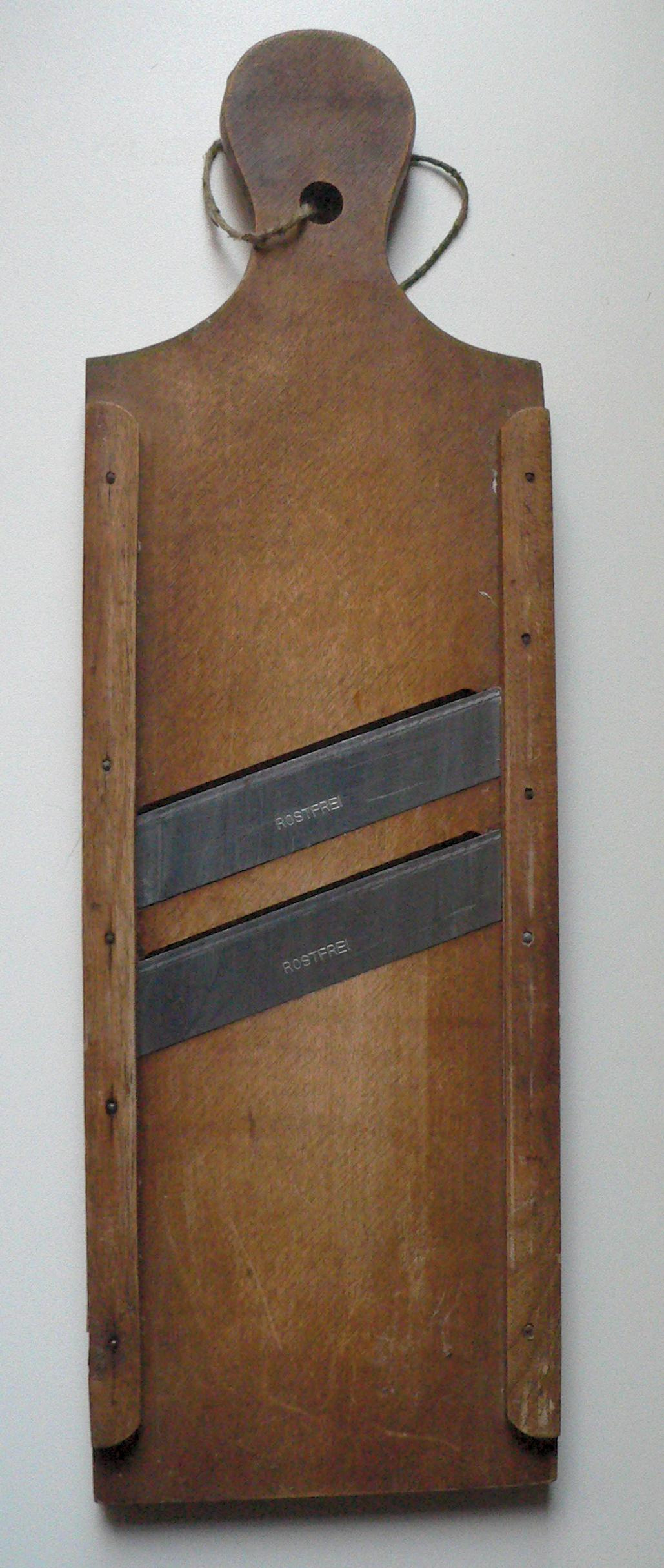
Gemüsehobel aus Holz, ca. 1920

Das Schnittgut wird über die Klinge(n) vor und zurück geschoben, wobei dünne Scheiben abgeschnitten werden. Der Vorteil gegenüber einem Küchenmesser besteht in der Schneidegeschwindigkeit und der höheren Gleichmäßigkeit der Scheiben. Er ist insbesondere für Gemüsesorten mittlerer Festigkeit geeignet, darunter z. B. Karotten, Gurken, Zucchini, Radieschen und Zwiebeln.
Um Fingerverletzungen zu vermeiden, wird das Schnittgut meist mit einem Halter bewegt, einem Griffstück, an dessen Unterseite mehrere Dorne das Gemüsestück festhalten. Außerdem kommen immer häufiger auch schnittfeste Schutzhandschuhe zum Einsatz. Die heute oftmals verwendeten Halter beruhen auf einer Erfindung von Alfred Börner. 

## Sonderformen
Besonders hochwertige Küchenhobel werden in der französischen Küche auch als „Mandoline“ bezeichnet. Die Schneidstärken der Mandoline sind stufenlos einstellbar. Diese Gemüsehobel bestehen in der Regel aus Edelstahl und haben unterschiedliche Klingenaufsätze, mit denen besonders feine bis grobe Scheiben, Juliennestreifen oder spezielle Schneidmuster erzeugt werden. Verwendet werden solche Mandolinen vor allem in der Profiküche.
In früheren Zeiten waren auch größere mechanische Gemüsehobel (auch „Krauthobel“ genannt) im Einsatz, bei der ein sich drehendes Schneidwerk das Gemüse zerkleinerte. Das wurde meist per Hand, in seltenen Fällen auch elektrisch betrieben.
Eine andere Sonderform stellt der sogenannte V-Hobel dar, dessen singuläre Klinge v-förmig ist, um das Schnittgut von beiden Seiten gleichzeitig anzuschneiden. Dies soll ein einfacheres und saubereres Schnittergebnis zur Folge haben, bei Bedienung ohne Fingerschutz ist jedoch die Verletzungsgefahr größer. Auch das Prinzip des V-Hobels wurde von Alfred Börner entwickelt und patentiert.
Zum Schneiden von Kartoffeln wurde in den 1990er Jahren der sogenannte Kartoffelhobel von Helmut Bantle erfunden.